# Unreleased Electronic Music Vol 1
Unreleased Electronic Music Vol 1 è la prima raccolta del musicista britannico Steven Wilson, pubblicato nell'aprile 2004 dalla Headphone Dust.

## Descrizione
Contiene dieci brani di musica elettronica realizzati da Wilson tra il 1990 e il 2003, con l'aggiunta di un remix del brano Dub Zero del musicista Chris Wild.
L'11 novembre 2014 il disco è stato ristampato in doppio LP dalla ToneFloat con l'aggiunta di un remix del brano Shortwave, mentre il 28 marzo 2017 è stato ripubblicato nel formato CD dalla Headphone Dust.

## Tracce
Musiche di Steven Wilson, eccetto dove indicato.
1. King of the Delta Blues – 5:20 (musica: Steven Wilson, Chris Lewis)
2. Observer Commercial – 4:40
3. Dub Zero – 0:56
4. The Tobogganist – 8:09 (musica: Chris Wild) – originariamente interpretata da Chris Wild
5. Shortwave – 6:36
6. Telegraph Commercial – 7:28
7. To Wear a Crown – 1:00
8. Nuclear Head of an Angel – 5:09 (musica: Steven Wilson, Chris Lewis)
9. Nailbomber – 4:14
10. Slut 1.4 – 9:32
11. Apres-Mortes – 12:15

## Formazione
- Steven Wilson – strumentazione, produzione, remix (traccia 4)
- Chris Lewis – strumentazione (tracce 1 e 8)
- Theo Travis – sassofono (traccia 9)